# The Canadian Press
Канадиан Пресс (КП; англ. The Canadian Press, CP, фр. La Presse Canadienne) — крупнейшее информационное агентство Канады. Штаб-квартира расположена в Торонто. Агентство насчитывает свыше 250 сотрудников и множество журналистов-фрилансеров. Оно было основано в 1917 году с целью обмена новостями между дневными газетами.